# Джон Дікінсон
Ді́кінсон Джон (англ. John Dickinson; 1732—1808) — американський політичний діяч, адвокат, конгресмен.
Народився у Меріленді, син заможного фермера.
Дікінсон отримав освіту вдома, своїх батьків і недавніх іммігрантів, найнятих для цієї мети. Серед них був пресвітеріанський пізніше священник Френсіс Елісон, який заснував Академію Нью-Лондона в окрузі Честер, штат Пенсільванія. Найважливішим його був наставник, який став другом на все життя і який пізніше став першим головним суддею та канцлером Делавера. Дікінсон був не по роках розвиненим і енергійним, і незважаючи на його любов до Поплар Холла та його сім'ї, тягнувся у Філадельфію.
У 18 років він почав вивчати право під керівництвом Джона Моланда у Філадельфії. Там він потоваришував із однокурсниками Джорджем Рідом і Семюелем Уортоном, серед інших. До 1753 Джон поїхав до Лондона, щоб провчитися три роки в Мідл-Темпле. Він провів ці роки, вивчаючи роботи Едварда Кока і Френсіса Бекона в Inns of Court, слідуючи слідом свого давнього друга, генерального прокурора Пенсільванії Бенджамін Чу, і в 1757 році був прийнятий до Колегії адвокатів Пенсільванії, почавши свою кар'єру як баррістер.
На знак протесту проти Закону Тауншенда, Дікінсон опублікував Листи від фермера з Пенсільванії. Листи Дікінсона, вперше опубліковані в Pennsylvania Chronicle, були передруковані безліччю інших газет і стали одним із найвпливовіших американських політичних документів до американської революції. Дікінсон стверджував, що парламент має право стягувати торгівлю, але не має права стягувати мита з доходів. Дікінсон додатково попередив, що, якщо колонії згодні із Законами Тауншенду, Парламент стягуватиме додаткові податки з колоній у майбутньому. Після публікації цих листів він був обраним у 1768 році членом Американського філософського товариства.
19 липня 1770 року Дікінсон одружився з Мері Норріс, відома як Поллі, відома і добре освічена тридцятирічна жінка з Філадельфії, яка володіла значним нерухомим і особистим майном (у тому числі бібліотекою з 1500 томів, яка керувала маєтком своєї сім'ї, кількох років одна або з сестрою, вона була дочкою багатого квакера з Філадельфії та спікеранні асамблеї Пенсільванія Ісаака Норріса та Сари Логан, дочки Джеймса Логана, обидва померлих, вона також була двоюрідною сестрою квакерської поетеси Ханне Гріффіттс. Дікінсон і Норріс мали п'ятеро дітей, але тільки двоє дожили до повноліття: Сара Норріс «Саллі» Дікінсон і Марія Мері Дікінсон. Дікінсон офіційно не приєднувався до зборів квакерів, тому що, як він пояснив, він вірив у «законність оборонної війни». Він та Норріс одружилися на цивільній церемонії.
18 січня 1769 Дікінсон був призначений делегатом від Делавера на Континентальному конгресі. Протягом цього терміну він підписав Статті Конфедерації, а в 1776 році написав їх перший проект, працюючи в Континентальному Конгресі як делегат від Пенсільванії. У серпні 1781 року, ще один представник у Філадельфії, він дізнався, що Поплар-хол був серйозно пошкоджений внаслідок набігу лоялістів. Дікінсон повернувся у власність, щоб досліджувати ушкодження, і знову залишався там кілька місяців.
Перебуваючи там, у жовтні 1781 року, Дікінсон був представником графства Кент у Сенаті штату, а невдовзі після цього Генеральна асамблея штату Делавер обрав його президентом Делавера. Голосування партії було майже одностайним, єдиний голос «проти» було віддано самим Дікінсоном. Дікінсон вступив на посаду 13 листопада 1781 і пропрацював до 7 листопада 1782 року. Почавши свій термін із «Прокламації проти пороку і аморальності», він шукав способи покласти край порядкам часів революції. Це була популярна посада, яка зміцнила його репутацію як у Делавері, так і Пенсільванії. Потім Дікінсон успішно закликав Генеральну асамблею штату Делавер.вирішити проблему затримки набору ополченців та належним чином профінансувати оцінку штату уряду Конфедерації. Визнаючи, що тоді ведуться делікатні переговори з метою покласти край американської революції, Дікінсон заручився незмінною підтримкою Асамблеєю французького альянсу без угоди про сепаратному мирному договорі з Великою Британією. Він також запровадив перший перепис.
Однак, як і раніше, спокуса політики Пенсільванії була надто великою. 10 жовтня 1782 року Дікінсон був обраний до Вищої виконавчої ради Пенсільванії. 7 листопада 1782 року спільне голосування Ради та Генеральної асамблеї Пенсільванії обрало його президентом Ради і, таким чином, президентом Пенсільванії. Але насправді він не пішов у відставку з посади президента штату Делавер. Незважаючи на те, що до недавнього часу у Пенсільванії та Делавері був один і той же губернатор, ставлення змінилося, і багато хто в Делавері був засмучений тим, що їх так легко відкинули, особливо після того, як газети Філадельфії почали критикувати штат за те, що він допускає практику кількох та нерезидентів. Офісний холдинг. Конституційний наступник Дікінсона, Джон Кук, вважався надто слабким у його підтримці революції, і лише 12 січня 1783 року, коли Кук закликав до нових виборів, щоб обрати заміну, Дікінсон формально пішов у відставку.
Уславився у колоніях боротьбою проти британських податків. Втім, 1776 року голосував проти незалежності і не підписав Декларацію незалежності. Вступив до Континентальної армії. Очолив редакційну комісію зі Статей конфедерації, але на 1786 рік дійшов висновку, що їх треба змінити. Тішився зі слави вченого і з глибокої пошани.
В 1784 Дікінсон і Мері Норріс Дікінсон заповідали більшу частину своєї об'єднаної бібліотеки Коледжу Джона і Мері, названої на їх честь засновником Бенджаміном Рашем і пізніше перейменованим в Коледж Дікінсона. Дікінсони також пожертвували 500 акрів (2 км²) у Карлайлі, штат Пенсільванія, землю, яку використовує успадкована і керована Мері Норріс, новому коледжу.
Зробив значний внесок у діяльність Філадельфійського конвенту, проте незабаром залишив його через хворобу. Останні роки життя присвятив політичній публіцистиці. Дікінсон помер 14 лютого 1808 р. у Вілмінгтоні, Делавер і був похований на цвинтарі друзів.